# 烏茨維爾

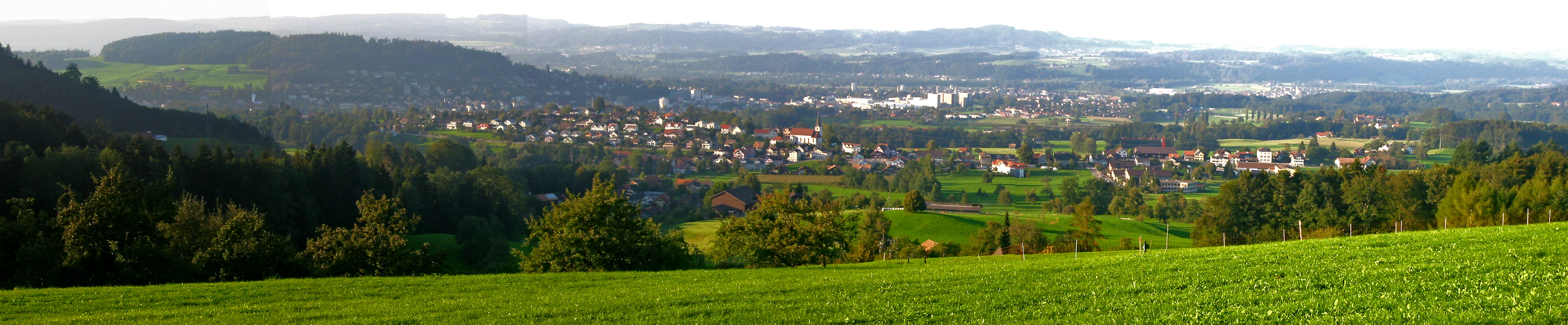

烏茨維爾（Uzwil）是瑞士的城鎮，位於該國西北部，由聖加侖州負責管轄，面積14.5平方公里，海拔高度560米，2011年人口12,719，其中四成居民信奉羅馬天主教。

## 外部連結
- www.uzwil.ch （页面存档备份，存于） (（德文）)